# إرنست بارفو
إرنست بارفو (بالإنجليزية: Ernest Barfo)‏ هو لاعب كرة قدم غاني .
كانت بداياته في نادي السويحلي ونادي بيشيم الغاني و نادي النصر الكويتي ونادي الطائي ونادي الشباب الغازية .

## روابط خارجية
إرنست بارفو على موقع قاعدة بيانات كرة القدم.إي يو (الإنجليزية)
- إرنست بارفو على موقع Soccerway.com (الإنجليزية)